# Objet plastique-composition
Objet plastique (composition) és una composició feta a base de fusta assemblada i policromada. Les seues mesures són de 52 x 42 x 9 cm. Va ser realitzada entre els anys 1931 i 1934 per l'artista uruguaià Joaquim Torres i Garcia.
En aquesta composició, els volums se superposen i es formen entorn de un eix. La gamma cromàtica es limita als colors primaris, incloent el blanc i el negre. L'aspecte de l'obra, que sembla no estar completament acabada, posa de relleu l'economia austera de la qual es gaudia. Els conceptes més senzills com geometria i línies evoquen la vida professional de l'autor, amb el seu component didàctic.
La sèrie de peçes d'este material que Torres i Garcia havia estat produint des del 1924 es va presentar a l'exposició de la Galerie 23. Aquesta obra s'inscriu en un context de conflicte entre l'art figuratiu i l'art no objectiu. L'autor opinava que encara que no se havia de desfer de les referències figuratives, l'art abstracte podia ser útil per a la transformació social. Aquesta és la raó darrere de la seua experimentació en les seues pintures, treballs, construccions.